# Боголюбов Леонід Наумович
Леонід Наумович Боголюбов (25 березня 1930, Київ — 10 січня 2018, Москва) — радянський і російський педагог, доктор педагогічних наук, академік відділення загальної середньої освіти Академії педнаук РРФСР, дійсний член Російської академії освіти з 2001 року.

## Біографія
Леонід Боголюбов народився 1930 року в Києві. В 1953 році він закінчив історичний факультет МДУ імені М. Ломоносова. 1966 року захистив кандидатську дисертацію «Вивчення у шкільних курсах новітньої історії та суспільствознавства робітничого та комуністичного руху». Дисертацію було захищено в Академії педагогічних наук РРФСР. У 1981 році — дисертацію на здобуття ступеня доктора педагогічних наук («Формування в учнів середньої школи в процесі вивчення історії вміння правильно орієнтуватися в суспільно-політичному житті»). З 1988 року — професор .
Дійсний член Російської академії освіти з 2001 року (член-кореспондент з 1995, Відділення загальної середньої освіти), завідувач лабораторії суспільствознавства Інституту загальної середньої освіти Російської Академії освіти.
Галузь наукових інтересів: проблеми соціально-гуманітарної освіти в закладах загальної середньої освіти.
Автор понад 90 підручників, навчальних посібників та методичної літератури із суспільствознавства для загальноосвітньої школи .

## Нагороди
- Відмінник народної освіти РРФСР
- Медаль К. Д. Ушинського